# 森塞特 (密蘇里州)
森塞特（英語：Sunset）是位於美國密蘇里州波爾克縣的非建制地區。

## 歷史
森塞特的郵局於1888年設立，其後於1900年停運。

## 地理
森塞特所處的海拔為高於海平面319米（即1047英呎），而該地所採用的時區為UTC-6，即北美中部時區（CST）。同時該地設有夏令時間，為UTC-6調快一小時，即UTC-5（CDT）。